# Плесковська сільська рада
Пле́сковська сільська рада (рос. Плесковский сельский совет) — сільське поселення у складі Наровчатського району Пензенської області Росії.
Адміністративний центр — село Плесковка.

## Населення
Населення — 429 осіб (2019; 567 в 2010, 656 у 2002).

## Склад
До складу сільської ради входять:
| Населений пункт | Населення, осіб (2002) | Населення, осіб (2010) |
| --------------- | ---------------------- | ---------------------- |
| Плесковка, село | 270                    | 252                    |
| Садове, село    | 179                    | 148                    |
| Студенець, село | 207                    | 167                    |